# レトナ・スタジアム
レトナ・スタジアム（Letná Stadium） は、チェコのプラハにある球技場。
1921年に開場され、ビロード革命の際には80万人もの群衆が詰め掛けた。1967年および1994年に改修工事が行われている。現在はACスパルタ・プラハのホームスタジアムとして利用されているほか、サッカーチェコ代表のホームゲームもしばしば開催される。
2003年から4年間、トヨタ自動車がスタジアムのネーミングライツを獲得し「トヨタ・アレーナ」、2007年から2年間はアクサが同権利を獲得し「AXAアレーナ」と呼ばれていた。現在は、ゼネラリ保険が同権利を獲得し「ゼネラリアレーナ」と呼ばれている。